# チャニング・テイタム
チャニング・テイタム（Channing Tatum, 1980年4月26日 - ）は、アメリカ合衆国の俳優、ダンサー。俳優としての主な仕事は『ステップ・アップ』の高校生タイラー役、『マジック・マイク』（およびその続編）の男性ストリッパーのマイケル役、『21ジャンプストリート』の劣等生グレッグ・ジェンコ役、『ホワイトハウス・ダウン』の議会警察官ジョン・ケイル役など。

## 生い立ち
アラバマ州カルマン出身。6歳の時にミシシッピ州に移る。
学生時代はアメリカン・フットボールや陸上競技、バスケットボールなど、様々なスポーツをしていた。1998年にフロリダ州タンパ市内の高校を卒業し、ウェストバージニア州のグレンヴィル・ステート・カレッジに進学するが中退。実家に戻り建設関係やセールスマンの仕事をしていた。また、この時期にストリッパーとして働いていた。その後マイアミに移るが、スカウトされてモデルとして働き始める。

## キャリア
2000年、リッキー・マーティンのPV『She Bangs』にダンサーとして出演。23歳でペプシコーラのCFの主役の座を射止め、マウンテンデューなど若者向けのCFに立て続けに出演する。
2004年にテレビシリーズ『CSI:マイアミ』にゲスト出演を果たす。
2006年公開の『ステップ・アップ』で主役を演じ、ブレイクする。インディペンデント映画『シティ・オブ・ドッグス』の演技により、サンダンス映画祭で「最も期待できる新人スター」と評価され、インディペンデント・スピリット賞助演男優賞にノミネートされた。
2012年、チャニングが制作にも加わった、スティーヴン・ソダーバーグ監督の『マジック・マイク』で主演のストリッパー・マイクを務める。同作は2023年までに続編が2作制作されるなど人気を博した。同年には『ピープル』誌が選ぶ「最もセクシーな男性」に選ばれた。

2013年、ジャン＝クロード・ヴァン・ダムの大ヒットCMThe Epic Splitに触発されて、自身も撮影中の映画『22ジャンプストリート』の役で、食品カードにまたがり180度開脚をするパロディ動画を撮影して公開している。

## 私生活

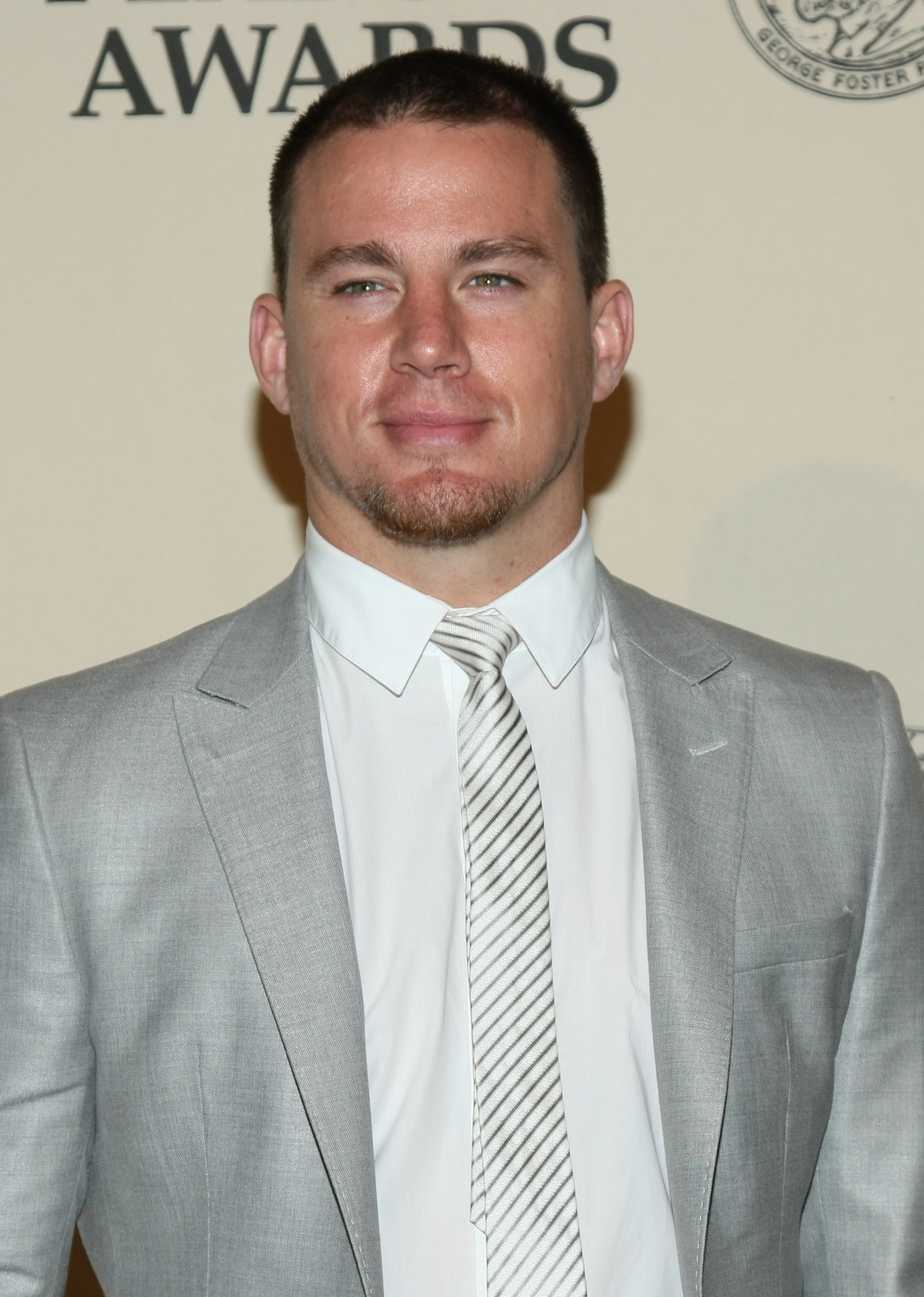
2012年

『ステップ・アップ』で共演したジェナ・ディーワンと2008年9月に婚約、翌年6月11日に結婚。2013年に第一子の娘が誕生。 2018年4月18日に二人は別れつつある、離婚する、とおおやけに発表。2019年11月に離婚手続きを完了。
なお2018年にテイタムはイギリスの歌手ジェシー・Jとデートを開始。
その後、2021年からゾーイ・クラヴィッツと交際をはじめ、2023年に婚約。
自身のセックス・ライフについて「俺とセックスは友達」だとして、「セックスが手段にはなってはならない、人生を豊かにするものでなければ」と語った。

## 出演作品
※役名の太字表記は主演。

### 映画
| 年   | 題名 | 役名                                        | 備考                     | 吹き替え                                  |
| ---- | --- | ------------------------------------------- | ------------------------ | ----------------------------------------- |
| 2005 | コーチ・カーター Coach Carter                                                                            | ジェイソン・ライル                          |                          | 稲田徹                                    |
| 2005 | スーパークロス Supercross                                                                                | ローディ・スパークス                        |                          |                                           |
| 2005 | アン・ハサウェイ/裸の天使 Havoc                                                                          | ニック                                      | 日本劇場未公開           |                                           |
| 2006 | アメリカン・ピーチパイ She's the Man                                                                     | デューク                                    | 日本劇場未公開           | 加瀬康之                                  |
| 2006 | シティ・オブ・ドッグス A Guide to Recognizing Your Saints                                                | 若年期のアントニオ                          | 日本劇場未公開           | （吹き替え版なし）                        |
| 2006 | ステップ・アップ Step Up                                                                                 | タイラー・ゲイジ                            |                          | 坂詰貴之                                  |
| 2007 | バトル・イン・シアトル Battle in Seattle                                                                 | ジョンソン                                  | 日本劇場未公開           |                                           |
| 2008 | ステップ・アップ2:ザ・ストリート Step Up 2: The Streets                                                  | タイラー・ゲイジ                            | 日本劇場未公開           | 高橋圭一                                  |
| 2008 | ストップ・ロス/戦火の逃亡者 Stop-Loss                                                                    | スティーヴ・シュライヴァー                  | 日本劇場未公開           | 川島得愛                                  |
| 2009 | アルティメット・ファイター Fighting                                                                      | ショーン・マッカーサー                      |                          | 不明                                      |
| 2009 | パブリック・エネミーズ Public Enemies                                                                    | プリティボーイ・フロイド                    |                          | 不明                                      |
| 2009 | G.I.ジョー G.I. Joe: The Rise of Cobra                                                                   | デューク / コンラッド・ハスラー             | 小松史法                 |                                           |
| 2010 | 親愛なるきみへ Dear John                                                                                 | ジョン・タイリー                            | 内田夕夜                 |                                           |
| 2011 | 僕が結婚を決めたワケ The Dilemma                                                                         | ジップ                                      | 樋口智透                 |                                           |
| 2011 | 陰謀の代償 N.Y.コンフィデンシャル The Son of No One                                                      | ジョナサン・ホワイト                        | 東地宏樹                 |                                           |
| 2011 | 第九軍団のワシ The Eagle                                                                                 | マーカス・フラヴィウス・アクイラ            | （吹き替え版なし）       |                                           |
| 2011 | エージェント・マロリー Haywire                                                                           | アーロン                                    | 土田大                   |                                           |
| 2012 | 君への誓い The Vow                                                                                       | レオ・コリンズ                              | 川島得愛                 |                                           |
| 2012 | マジック・マイク Magic Mike                                                                              | マイケル・“マジック・マイク”・レーン        | 兼製作                   | 前田一世                                  |
| 2012 | 21ジャンプストリート 21 Jump Street                                                                      | グレッグ・ジェンコ / ブラッド・マククエイド | 兼製作                   | 最上嗣生（ソフト版） 鶴岡聡（機内上映版） |
| 2013 | サイド・エフェクト Side Effects                                                                          | マーティン・テイラー                        |                          | 前田一世                                  |
| 2013 | G.I.ジョー バック2リベンジ G.I. Joe: Retaliation                                                         | デューク / コンラッド・ハスラー             | 小松史法                 |                                           |
| 2013 | ディス・イズ・ジ・エンド 俺たちハリウッドスターの最凶最期の日 This Is the End                            | 本人役                                      | カメオ出演               | 北田理道                                  |
| 2013 | ホワイトハウス・ダウン White House Down                                                                  | ジョン・ケイル                              |                          | 鶴岡聡                                    |
| 2013 | ドン・ジョン Don Jon                                                                                     | コナー・ヴァレア                            | カメオ出演               |                                           |
| 2014 | LEGO ムービー The Lego Movie                                                                             | スーパーマン                                | 声の出演                 | 森川智之                                  |
| 2014 | フォックスキャッチャー Foxcatcher                                                                        | マーク・シュルツ                            |                          | 山崎健太郎                                |
| 2014 | 22ジャンプストリート 22 Jump Street                                                                      | グレッグ・ジェンコ                          | 最上嗣生                 |                                           |
| 2014 | ブック・オブ・ライフ 〜マノロの数奇な冒険〜 The Book of Life                                             | ホアキン                                    | 声の出演                 | 鶴岡聡                                    |
| 2015 | ジュピター Jupiter Ascending                                                                             | ケイン・ワイズ                              |                          | 安元洋貴                                  |
| 2015 | マジック・マイク XXL Magic Mike XXL                                                                      | マジック・マイク                            | 前田一世                 |                                           |
| 2015 | ヘイトフル・エイト The Hateful Eight                                                                     | ジョディ                                    | 不明                     |                                           |
| 2016 | ヘイル、シーザー! Hail, Caesar!                                                                          | バート・ガーニー                            | 滝知史                   |                                           |
| 2017 | レゴバットマン ザ・ムービー The LEGO Batman Movie                                                        | スーパーマン                                | 声の出演                 | 花田光                                    |
| 2017 | ローガン・ラッキー Logan Lucky                                                                           | ジミー・ローガン                            |                          | 山本格                                    |
| 2017 | キングスマン:ゴールデン・サークル Kingsman: The Golden Circle                                            | テキーラ                                    | 中村悠一                 |                                           |
| 2018 | スモールフット Smallfoot                                                                                 | ミーゴ                                      | 声の出演                 | 木村昴                                    |
| 2019 | レゴ ムービー2 The Lego Movie 2: The Second Part                                                         | スーパーマン                                | 声の出演                 | 花田光                                    |
| 2021 | フリー・ガイ Free Guy                                                                                    | リベンジャミン・バトンズ                    | カメオ出演               | 小松史法                                  |
| 2022 | Dog | Army Ranger Briggs                          | 兼監督・製作 日本未公開  | N/A                                       |
| 2022 | ザ・ロストシティ The Lost City                                                                           | アラン                                      |                          | 田中圭                                    |
| 2022 | ブレット・トレイン Bullet Train                                                                          | 新幹線の乗客                                | クレジットなし           | 小松史法                                  |
| 2023 | マジック・マイク ラストダンス Magic Mike's Last Dance                                                    | マジック・マイク                            | 兼製作                   | 前田一世                                  |
| 2024 | スペースマン Spaceman                                                                                    | N/A                                         | 製作                     | N/A                                       |
| 2024 | フライ・ミー・トゥ・ザ・ムーン Fly Me to the Moon                                                        | コール・デイヴィス                          |                          | 小松史法                                  |
| 2024 | デッドプール&ウルヴァリン Deadpool & Wolverine                                                           | レミー・ルボー / ガンビット                 | カメオ出演               | 森久保祥太郎                              |
| 2024 | ブリンク・トゥワイス Blink Twice                                                                         | スレーター・キング                          |                          | 木内秀信                                  |
| 2025 | 劇場版「鬼滅の刃」無限城編 第一章 猗窩座再来 Demon Slayer: Kimetsu no Yaiba – The Movie: Infinity Castle | 慶蔵                                        | 声の出演（英語吹き替え） | 中村悠一（原語版の声優）                  |
| 2025 | Roofman                                                                                                  | ジェフリー・マンチェスター                  |                          | TBA                                       |
| 2026 | アベンジャーズ/ドゥームズデイ Avengers: Doomsday                                                         | レミー・ルボー / ガンビット                 | 撮影中                   | TBA                                       |
| TBA  | Josephine                                                                                                | TBA                                         | ポストプロダクション     | TBA                                       |

#### WEB配信映画
| 年   | 題名                                           | 役名                 | 配信局  | 備考     |
| ---- | ---------------------------------------------- | -------------------- | ------- | -------- |
| 2021 | アメリカ THE MOVIE America: The Motion Picture | ジョージ・ワシントン | Netflix | 声の出演 |

### テレビ
| 年   | 題名                                                                   | 役名                 | 備考                                                         | 吹替     |
| ---- | ---------------------------------------------------------------------- | -------------------- | ------------------------------------------------------------ | -------- |
| 2004 | CSI:マイアミ CSI: Miami                                                | ボブ・ダヴェンポート | 第3シーズン第2話「極悪弁護人」                               |          |
| 2012 | サタデー・ナイト・ライブ Saturday Night Live                           | 本人（ゲスト司会）   | 「Channing Tatum/Bon Iver」                                  | N/A      |
| 2014 | ザ・シンプソンズ The Simpsons                                          | 本人役               | 声の出演 第25シーズン第9話「違法ダウンロードの代償」         |          |
| 2014 | ランニング・ワイルド with ベア・グリルス Running Wild with Bear Grylls | 本人                 | 第5シーズン第8話「チャニング・テイタムとノルウェーの荒野へ」 | 中村悠一 |
| 2016 | Lip Sync Battle                                                        | 本人                 | 「Channing Tatum vs. Jenna Dewan-Tatum」                     | N/A      |
| 2017 | 刑事★コムラッド 〜同志に別れを〜 Comrade Detective                     | グレガー・アンゲル   | 計6話声の出演（英語吹き替え） 製作総指揮                     | 野坂尚也 |

## 参照
1. 1 2  “ModelSwim.com”. Channing Tatum: Relentless (Interview). 2006年3月13日閲覧。
2. ↑  “CHANNING TATUM VIDEO OF THE WEEK: Chan’s New ‘Fighting’ Interview on CW’s New York Morning News”.   ChanningTatumUnwrapped.com. 2009年4月20日閲覧。
3. ↑  “GQ”. Channing Tatum Won the Lottery. 2009年8月閲覧。 エラー: 閲覧日は年・月・日のすべてを記入してください。（説明）
4. ↑  “VIDEO: Channing Tatum's Sizzling Stripper Past”. PerezHilton.com (2009年8月11日). 2009年10月15日閲覧。
5. ↑  “Channing Tatum's stripper past”. The Sydney Morning Herald. (2010年1月18日)
6. 1 2  “Channing Tatum Biography : People.com”. People 2011年6月16日閲覧。
7. ↑  Albertson, Cammila. “Channing Tatum — Overview”. Allmovie. 2009年5月9日閲覧。
8. ↑  “People誌が選ぶ2012年最もセクシーな男はチャニング・テイタム”. シネマトゥデイ. (2012年11月15日) 2013年1月5日閲覧。
9. ↑  Perlman, Jake (2013年11月20日). “Channing Tatum spoofs Jean Claude Van Damme Volvo ad with epic split”.   Entertainment Weekly. 2024年12月29日閲覧。
10. ↑  “ChanningTatumUnwrapped.com”. CONGRATS to the New Mr. and Mrs.Tatum!!!. 2009年7月11日閲覧。
11. ↑  “Channing Tatum and Jenna Dewan Split After Nearly 9 Years of Marriage”. People 2018年4月3日閲覧。
12. ↑  “ラブラブだったのに…チャニング・テイタム結婚9年で破局”. シネマトゥデイ. (2018年4月3日) 2018年4月3日閲覧。
13. ↑  “Channing Tatum, Jenna Dewan Are Legally Single, Divorce Final”. TMZ. (2019年11月20日) 2020年2月16日閲覧。
14. ↑  Hautman, Nicholas (2019年12月19日). “Channing Tatum and Jessie J Split After More Than 1 Year Together”. Us Weekly.  United States:  American Media, Inc.. 2019年12月21日閲覧。
15. ↑  “Jessie J Professes Love for Channing Tatum and Shares PDA Video After Instagram Drama”. E! News (2020年1月25日). 2020年1月25日閲覧。
16. ↑  Lutkin, Aimée (2024年10月30日). “A Complete Timeline of Zoë Kravitz and Channing Tatum’s Relationship”.   ELLE. 2024年11月6日閲覧。
17. ↑  Schnurr, Samantha (2016年6月24日). “Channing Tatum Explains His Sex Life With Jenna-Dewan Tatum: "We Get Down"”.   E! Online. 2025年5月23日閲覧。